# Ersin Tekal
Ersin Tekal (ur. 30 sierpnia 1995) – turecki lekkoatleta specjalizujący się w biegach długich.
W 2013 zdobył brąz w biegu na 3000 metrów z przeszkodami podczas mistrzostw Europy juniorów w Rieti. 
Uczestnik mistrzostw Europy w przełajach (2012, 2013).
Stawał na najwyższym stopniu podium mistrzostw Bałkanów juniorów.
Rekordy życiowe: bieg na 5000 metrów – 15:23,78 (25 maja 2013, Vila Real de Santo António); bieg na 3000 metrów z przeszkodami – 8:54,54 (21 lipca 2013, Rieti).

## Osiągnięcia
| Rok  | Impreza                                   | Miejsce   | Konkurencja                   | Pozycja     | Wynik   |
| ---- | ----------------------------------------- | --------- | ----------------------------- | ----------- | ------- |
| 2012 | Mistrzostwa Europy w biegach przełajowych | Budapeszt | bieg juniorów                 | 29. miejsce | 19:31   |
| 2013 | Mistrzostwa Europy juniorów               | Rieti     | bieg na 3000 m z przeszkodami | 3. miejsce  | 8:54,54 |
| 2013 | Mistrzostwa Europy w biegach przełajowych | Belgrad   | bieg juniorów                 | 56. miejsce | 19:12   |
| 2022 | Mistrzostwa Europy w biegach przełajowych | Turyn     | bieg seniorów                 | 52. miejsce | 31:46   |